# Блейк Крауч
Блейк Крауч (англ. Blake Crouch) — американський письменник-фантаст, який насамперед відомий своєю трилогією «Облудні сосни» (2012—2014).

## Біографія
Народився 1978 року в Стейтсвілі, Північна Кароліна, США. 2000 року отримав ступінь бакалавра з англійської мови та творчого письма в Університеті Північної Кароліни в Чапел-Гілл.
Дебютував як письменник 2004 року, видавши трилер «Пустельні місця». 2005 року разом із дружиною переїхав у гірську місцевість — Дуранго, Колорадо, США, де подружжя Краучів має змогу займатися альпінізмом. Нове місце проживання надихнуло автора на написання роману «Абандон», який розповідає про однойменне шахтарське містечко у горах Сан Хуан, яке раптово зникає 1893 року.
У 2012—2014 роках світ побачила серія книг «Облудні сосни», які Крауч написав під впливом культового телесеріалу «Твін Пікс». Книжкова серія складається з трьох книг: «Сосни», «Облуда» та «Останнє місто». 2015 року за мотивами трилогії вийшов телесеріал «Вейворд Пайнс».
2013 року письменник започаткував серію книг про пригоди шахрайки Летті «Таємниці Летті Добеш», яку 2016 року адаптували для телебачення, створивши телесеріал під назвою «Хороша поведінка». Ба більше, 2016 року світ побачив роман «Темна матерія», у якому головний герой подорожує різними світами.

## Українські переклади
- Блейк Крауч. Сосни. — К. : КМ-Букс, 2016. — 288 с. — ISBN 978-617-7409-32-7.
- Блейк Крауч. Облуда. — К. : КМ-Букс, 2017. — 320 с. — ISBN 978-617-7489-05-3.
- Блейк Крауч. Останнє місто. — К. : КМ-Букс, 2017. — 240 с. — ISBN 978-617-7489-18-3.
- Блейк Крауч. Темна матерія. — К. : КМ-Букс, 2017. — 416 с. — ISBN 978-617-7489-81-7.
- Блейк Крауч. Повернення. — К. : РМ, 2021. — 392 с. — ISBN 978-966-917-707-0.

### Самостійні романи
- Abandon (2009) — «Абандон»;
- Famous (2010) — «Відомість»;
- Snowbound (2010) — «Засніжений»;
- Draculas (2010; у співавторстві з Джеком Кілборном, Джеффом Стрендом та Ф. Полом Вілсоном) — «Дракули»;
- Run (2011) — «Біг»;
- Eerie (2012) — «Жах»;
- Kite (2013) — «Повітряний змій» ;
- Dark Matter (2016) — «Темна матерія».
- Recursion (2019) — «Повернення».
- Upgrade (2022) — «Оновлення».

### Серія «Ендрю З. Томас»
1. Desert Places (2004) — «Пустельні місця»;
2. Locked Doors (2005) — «Зачинені двері»;
3. Break You (2011) — «Зламати тебе»;
4. Stirred (2011; у співавторстві з Дж. А. Конратом) — «Розхитаний».

### Серія «Таємниці Летті Добеш»
2. Sunset Key (2013) — «Ключ заходу сонця»;
4. Confidence Girl (2013) — «Самовпевнена дівчина»;
Good Behavior (2016) — «Хороша поведінка».

### Серія «Облудні сосни»
1. Pines (2012) — «Сосни»
2. Wayward (2013) — «Облуда»
3. The Last Town (2014) — «Останнє місто»

### Участь у спільних серіях з іншими письменниками

#### Серія «Серіал»
- Bad Girl (2010) — «Погана дівчина»;
- Serial (2010; у співавторстві з Джеком Кілборном) — «Серіал»;
- Serial Uncut (2011; у співавторстві з Джеком Кілборном) — «Серіал: Повна версія».

### Новели
- Perfect Little Town (2010) — «Бездоганне маленьке містечко»;
- *69 (2010) — «69»;
- On the Good, Red Road (2010) — «На гарній багряній дорозі»;
- Remaking (2010) — «Переробка»;
- Shining Rock (2010) — «Осяйний камінь»;
- The Meteorologist (2011) — «Метеоролог»;
- Unconditional (2011) — «Беззаперечність»;
- Hunting Season (2011; у співавторстві з Селеною Кітт) — «Сезон полювання».

### Збірки
- 4 Live Rounds (2010) — «4 раунди наживо»;
- Fully Loaded (2011) — «Повністю заряджений».